# Stygnomma toledense
Stygnomma toledense is een hooiwagen uit de familie Stygnommatidae. De originele naamcombinatie (protoniem) was Stygnomma toledensis Goodnight & Goodnight, 1977, maar met een verkeerde geslacht van de soortnaam.